# Табачная
Табачная (устар. Вороненка) — небольшая река в Ивановской области России. Устье реки находится в 7 км по левому берегу реки Уводь. Исток реки — в лесах Лежневского района. По большей части течения проходит граница между Лежневским и Савинским районами.
Населённых пунктов вдоль русла реки нет.